# Kostel svatého Antonína Paduánského (Kytlice)
Kostel svatého Antonína Paduánského v Kytlici je barokní sakrální stavbou s náhrobníky rodiny Kittlů. Je chráněn jako kulturní památka České republiky.

## Historie
Kostel byl vystavěn v letech 1777–1778 architektem Janem Václavem Koschem. Prostředky na jeho stavbu věnoval biskup Anton Bernard Gürtler, kytlický rodák, místní podnikatel Kittel a majitel panství hrabě Kinský.
Duchovní správci kostela jsou uvedeni na stránce: Římskokatolická farnost Kytlice.

## Architektura

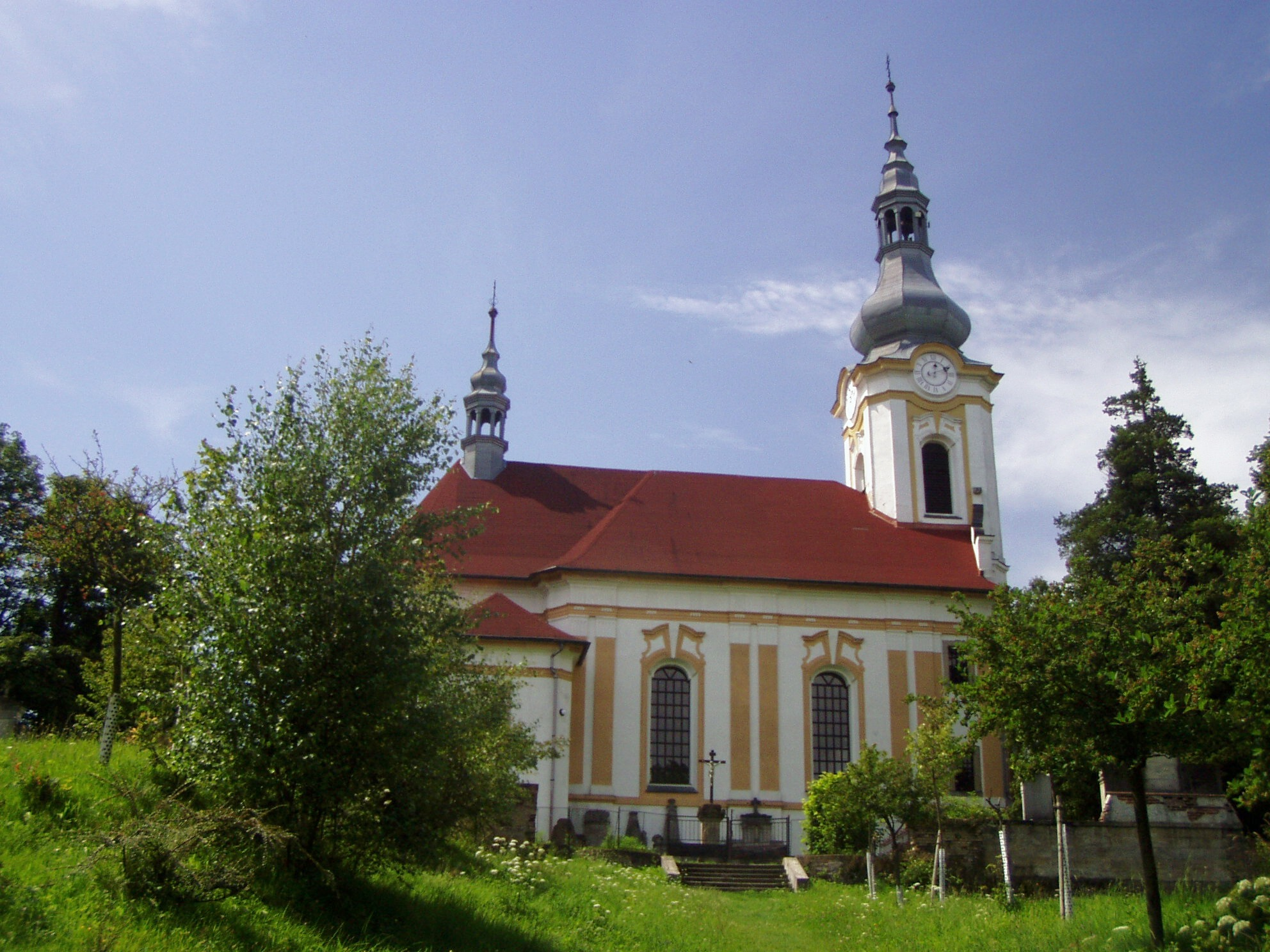
Pohled na kytlický kostel

### Exteriér
Jedná se o barokní, jednolodní, obdélný kostel s obdélným polokruhově ukončeným presbytářem se čtvercovou sakristií po jižní straně a s hranolovou věží, jíž vrcholí průčelí s vyžlabenými zkosenými rohy. Průčelí je členěno pilastry a polokruhem ukončenými okny, a se supraportou. Na bočních fasádách jsou pilastry a okna s polokruhovým záklenkem.

### Interiér
Presbytář má valenou klenbu s lunetami. Loď kostela má v klenbě dvě pole placky, podvěží také placku a sakristie je sklenuta valenou klenbou s lunetami. Stěny lodi i presbytář jsou členěny pilastry. Zvlněná kruchta je konvexně vypnutá a zdobená páskovou ornamentikou.

### Vybavení
Zařízení je z roku 1782 a pochází od Fr. Langhofa z Děčína. Hlavní oltář je s obrazem sv. Antonína Paduánského, s luisézními vázami a skromným rokokovým dekorem. Dva boční oltáře zasvěcené sv. Janu Nepomuckému a Uvedení Panny Marie do chrámu jsou rokokové s luisézní ornamentikou. Křtitelnice pochází z konce 18. století.

## Okolí kostela

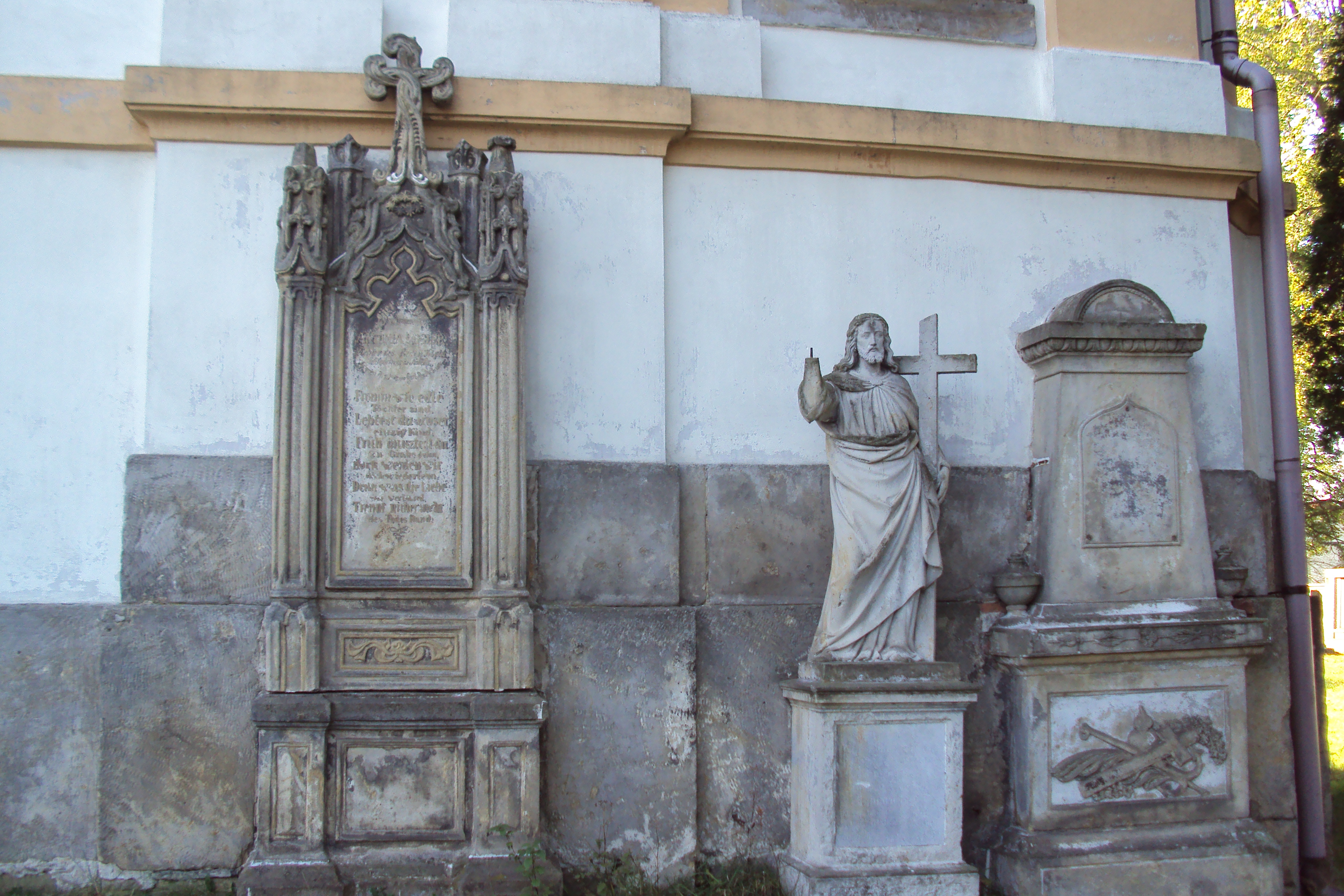
Náhrobníky u zdi kytlického kostela

Při vnější zdi kostela jsou náhrobníky skláře Jana Josefa Kittla, zakladatele obce a kostela z roku 1788; biskupa Gürtlera z roku 1791 od Ant. Maxe; Ros. Egermannové z počátku 19. století a další náhrobek z roku 1839.